# バルト帝国

スウェーデン帝国
Svenska stormaktstiden (スウェーデン語)

最盛期のバルト帝国（1658年、植民地は除く）

スウェーデン帝国（スウェーデンていこく、英語: Swedish Empire、スウェーデン語: Svenska stormaktstiden）は、近世ヨーロッパのバルト海及びその沿岸を支配し、スウェーデン王国が繁栄した大国時代の呼称である。バルト帝国（英語: Baltic Empire）とも呼ぶ。また、スウェーデンでは「大国時代」（stormaktstiden）と呼ばれている。他国では概ね「スウェーデン帝国」または「（スウェーデンによる）バルト帝国」に類する表現で呼ばれている。
グスタフ2世アドルフによるスウェーデン帝国成立から、1700年代に始まった大北方戦争によってスウェーデンがロシア帝国に敗れるまでのおよそ1世紀間についてこう呼ばれる。
　

## 概要
「バルト」とは、中世以来バルト海沿岸地域全体を指し示す呼称として用いられて来た。この環バルト海の覇権を巡り、ロシア、デンマーク、プロイセン、ポーランドなどが争った。このバルト海を制す国が、後世バルト帝国と呼ばれるようになる。そのため、バルト海を意味する「マーレ・バルティクム」（Mare Balticum, ラテン語）は、バルト帝国と同意義語として扱われる様になった。バルト海はまた、ヴァイキング時代の後に「スウェーデン海」、あるいはスウェーデン・ヴァイキング（ヴァリャーグ）の名から付けられた「ヴァリャーグ海」とも呼ばれたこともあった。
マーレ・バルティクムがバルト帝国と同義とされるのは、バルト海の制海権も含めているからである。この制海権は、ハンザ同盟の支配から15世紀にデンマークに移り、16世紀半ばには事実上スウェーデンの支配に帰したことにある。また17世紀後半にはプロイセン艦隊もバルト海南部に影響力を誇っていた。とは言えバルト海全域を見ると、17世紀全般にわたり依然スウェーデンの影響が強く、バルト海の支配者はスウェーデンであったと言える。またスウェーデンは、北海に通じるエーレスンド海峡の自由通行権も1645年にデンマークより獲得していた。デンマークは15世紀（1429年）以降この海峡を通過する船舶から通行税を得ていた。しかしスウェーデンは、デンマークに対する優位の一つとしてこの通行税免除を勝ち得ていた。しかしロシアはこれに対抗する為、17世紀後半から港湾と艦隊建造に邁進し、18世紀に始まった大北方戦争でスウェーデン艦隊を撃破し、バルト海の制海権もロシアに移って行く。
スウェーデンがバルト帝国として近世における大国の地位の基礎を築いたのが、1558年に始まるリヴォニア戦争だった。デンマーク＝ノルウェーとドイツ騎士団のリヴォニア帯剣騎士団と連携しロシア・ツァーリ国のバルト海進出を阻んだ戦争だった。ロシアが再びその勢力を復活させるまでの間、スウェーデンはバルト海を巡る闘争を通しヨーロッパの強国の一つとして存在感を示しかつてカルマル同盟として宗主国にあったデンマークから独立した。
リヴォニア戦争後、一時弱体化したが、17世紀初頭のロシア大動乱への参戦を通じて、ロシアにおけるヨーロッパへの窓、バルト海への出口を確保してロシアを再度駆逐することで真のバルト帝国の時代が始まったとされる。ドイツ三十年戦争に勝利し、同時にデンマークをバルト海から締め出すことでバルト帝国は完成したと言える。
スウェーデン・ヴァーサ家は、後継者が無く1654年に断絶した。その後バルト帝国を継承したのは、スウェーデン・ヴァーサ家の外戚となっていた神聖ローマ帝国の諸侯でヴィッテルスバッハ家傍系のプファルツ家だった。プファルツ家は北方戦争を起こし、スウェーデン王位を望むポーランド・ヴァーサ家の野心を阻止し、デンマークに対する優位を示してスウェーデンの継承王朝として君臨することとなった。
この時代、17世紀後半は、ブランデンブルク＝プロイセンなどの新興国に大国の地位を脅かされ、国力低下ももたらしたが、フランスやイングランドとの友好関係や神聖ローマ帝国におけるレーエン関係の回復、絶対王政を含めた諸改革の断行によって、三十年戦争後のヴェストファーレン体制における列強の一国として君臨し続けることに成功した。こうしてヨーロッパの大国の一つとして18世紀を迎えたが、近隣諸国との折衝はうまく行かず、その近隣諸国によって大北方戦争を引き起こされることとなった。
しかしその大戦争の初期は、バルト海沿岸諸国を圧倒し、その存在感を示したスウェーデン最後の強国時代であった。しかし日増しに東欧における存在感を増大化し続けたロシアへの敗北は、スウェーデンにおける大国時代に幕を引きずり下ろされた形となり、以降、ヨーロッパの小国に転落したスウェーデンに代ってバルト海の覇権を奪取したロシア帝国の時代が開始されることとなる。
1700年から20年に渡った大北方戦争は、結果としてスウェーデンの国力全般の衰退をもたらし、以後、ヨーロッパの大国として復活することはなかった。18世紀以降のスウェーデンは衰退と中興の時代であった。しかし北欧はすでにヨーロッパの中でその存在感を示す余地はなかった。すでに小国に転落していたデンマークと共に、スウェーデンはヨーロッパの情勢に対しては中立主義を目指すようになり、19世紀以後のヨーロッパ諸国による帝国主義とは一線を画すこととなる。

## 前史
スウェーデンのバルト帝国の基礎となったのは、8世紀に始まったヴァイキングに遡る。サガによると8世紀から9世紀にかけて支配下においた、エストニアとクールラントが始まりとされるが、スウェーデンの成立及び統一以前の出来事であり、確証がある訳ではない。その後、統一を果たしたスウェーデンは、フィンランドに野心を持ち、12世紀から15世紀半ばにかけて断続的に続いたスウェーデン・ノヴゴロド戦争において、13世紀半ばには、ほぼフィンランド全土を自国領に組み込むことに成功した（スウェーデン＝フィンランド。14世紀に成立）。この侵略に正当性を持たせる為、スウェーデンは「北方十字軍」と称しフィンランドをカトリック化させた。その後スウェーデンは王家が断絶し、カルマル同盟（1397年）に組み込まれたが、1523年にヴァーサ朝の元で独立した。その後1558年に始まったリヴォニア戦争で得たエストニアを足掛かりにバルト帝国を築いていく。また、この頃台頭した「ゴート起源説」もスウェーデンの大国主義を正当化する一因となった。1581年のフィンランド大公の君主号創設もその一環であった。

## 建国
17世紀に入り、スウェーデンはグスタフ2世アドルフ（在位：1611年 - 1632年）によってヨーロッパ史上に北方の大国として君臨した。彼はまずライバルであるデンマークを退け、スウェーデン王位を望むポーランドからはリガを奪い、事実上リヴォニアを領有した。また、ロシアの内戦（イングリア戦争）に介入し西カレリア、イングリアを獲得してロシアとの国境線を更に東方に拡大した。そしてドイツ三十年戦争に介入し、プロテスタント（ルター派）の盟主にもなった。この三十年戦争によりドイツにも領土を得て（ヴェストファーレン条約により確定）、スウェーデンは名実共にバルト帝国を築き上げ、ヨーロッパの列強にまで上り詰めた（ヴェストファーレン体制）。

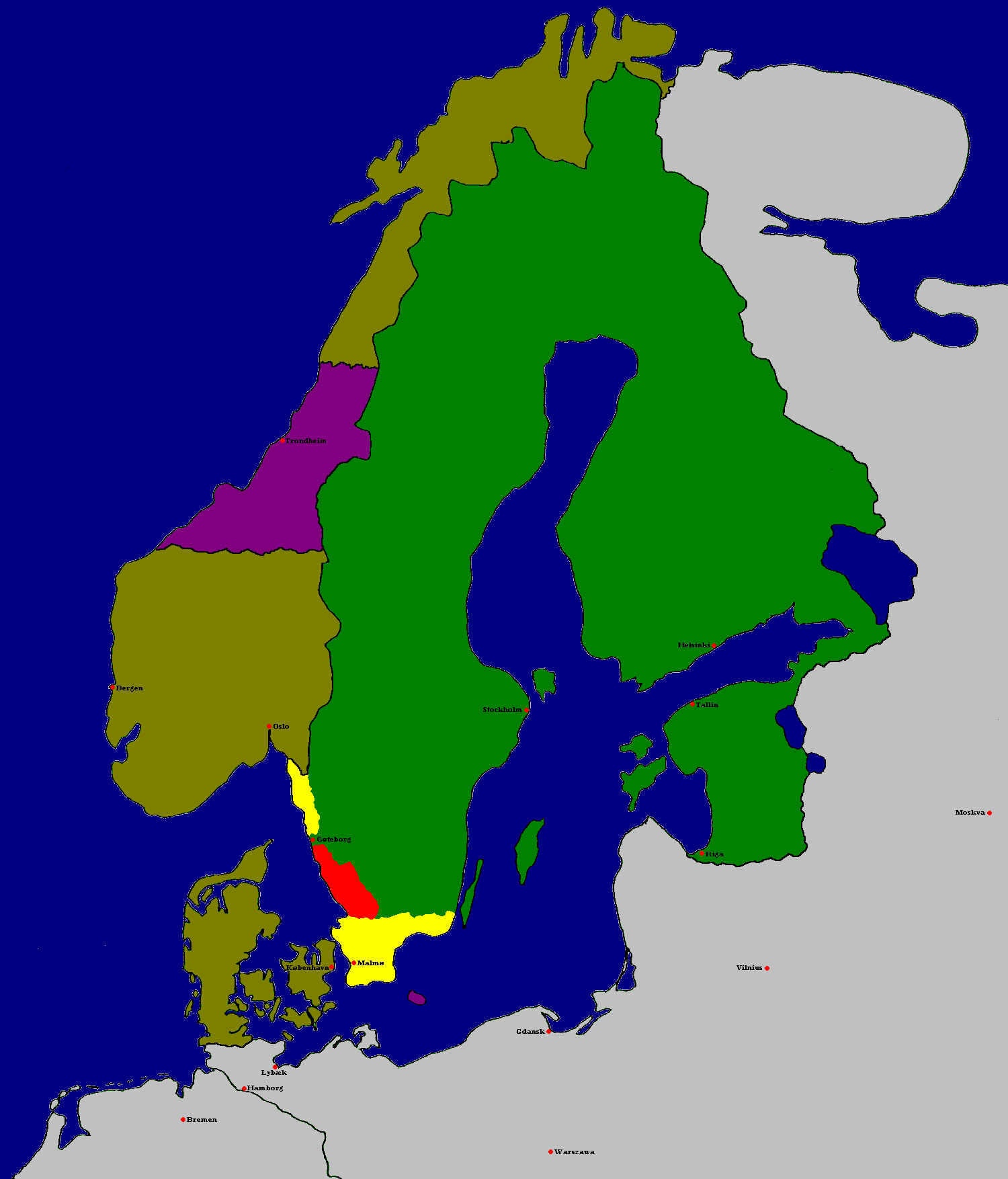
デンマークから見たバルト帝国。17世紀はカルマル同盟の盟主デンマークにとって「存亡の時代」であった。

グスタフ2世アドルフは三十年戦争さなかの1632年に戦死し、後継者のクリスティーナ女王は幼かったため、先王の重臣だったオクセンシェルナが政治を取り仕切った。オクセンシェルナはスウェーデン史上最大の名宰相と言われるほどの人物で、バルト帝国の裏の立役者と言える。この女王の時代にスウェーデンは、デンマークとの戦い（トルステンソン戦争）に勝利し、ゴットランドを獲得するなど、バルト海の制海権を得て北方の覇権を確実なものとする。
そしてグスタフ2世アドルフが作り上げたバルト海国家を更に拡げたのがプファルツ家出身のカール10世（在位：1654年 - 1660年）だった。カール10世は戦い続けた武威の王だった。北方戦争（1655年 - 1661年）を開始してポーランドに攻め込み、スウェーデン王位継承を承認させた。カール10世はポーランドへの野心を抱いた為に反撃され、結果的に撃退されたが、それに付け込んだデンマークを屈服させ（氷上侵攻）、スウェーデン南部のスコーネ、ブレーキンゲとノルウェーの一部も奪った。これによって環バルト海の3分の2がスウェーデンに属することとなった。また1660年のオリヴァ条約により、ポーランドからの脅威も終りを告げた。バルト海沿岸国（リヴォニア、エストニア）の支配権を確立し、近隣諸国を圧倒するに至った。また新大陸にも僅かだが植民地（ニュースウェーデン、今日のデラウェア州。後にオランダ（ネーデルラント連邦共和国）に奪われる）も得た。カール10世は戦争中に病死した為、戦後占領地の一部を返還することとなったが、スウェーデン領に侵攻していたロシアも撤退し、バルト海世界の優位を維持した。この時代がスウェーデン王国の絶頂期とされる。
17世紀（1611年 - 1718年）はスウェーデン大国時代であった。グスタフ2世アドルフに始まり、クリスティーナ女王、王家は交代したがカール10世、カール11世、カール12世に至る。カール10世の死後、王国は膨張するのを止め、平和が戻った。1679年にブランデンブルク＝プロイセンにポンメルンを一時領有されたが、大国の座は維持した。デンマークの復讐戦（スコーネ戦争、1675年 - 1679年）では引分けに持ち込み、国内的には名実共に絶対主義を完成した。ただ海軍だけは17世紀半ばをピークに衰えを見せ、デンマーク、プロイセンに対し守勢に立っていたため、スウェーデンは典型的な大陸国家と言えた。

## 停滞期と斜陽の時代
しかし、大国時代にもすでに斜陽の時期が訪れようとしていた。北方戦争及びポーランド最大の内戦、大洪水時代で受けたスウェーデンの損害は甚大であった。その為、バルト海での覇権を得たと言ってもそれはバルト海沿岸諸国内部にまで及ぶまでには至らなかった。特にスウェーデンはドイツ北部（神聖ローマ帝国）にも影響力を持っていたが、ドイツにおける諸領邦との利害関係や、デンマークを挟み込む体勢となったことは、新たな紛争の原因ともなった。
そしてそのドイツにおいてスウェーデンの覇権に挑戦したのがブランデンブルク選帝侯国とプロイセン公国の同君連合であるブランデンブルク＝プロイセンであった。神聖ローマ帝国の一領邦に過ぎなかったこの国は、大選帝侯フリードリヒ・ヴィルヘルムによってバルト帝国のくびきを自力で脱した。1672年より始まったオランダ侵略戦争は、バルト帝国にとって一つの転換期となった。この戦争は、オランダ、デンマーク、ブランデンブルクの共闘によって、スウェーデンによるバルト海の覇権に楔を打ち込むこととなる。その一つがブランデンブルク＝プロイセンの台頭であった。
プロイセン及びブランデンブルクは、一時期スウェーデンの宗主下におかれていたが、北方戦争の後に事実上の自立を果たすこととなった。この大選帝侯によって、スウェーデンは三十年戦争以来のドイツの領土を失った。唯一残されたポンメルンも19世紀にプロイセン王国に引き渡されることになる。
さらに、スウェーデン海軍はプファルツ朝の下では更新は遅きに失し、これもバルト帝国の致命的な弱点となった。その上、ロシアではピョートル1世による近代化政策が着々と進んでいた。
とは言え、17世紀後半も様々な問題を抱えながらも帝国は維持されることとなった。戦争に明け暮れた前王と異なり、カール11世の治世は平和な時代で安定期であったと評される。しかし単なる停滞期に留まらず、この時代の平和のおかげで次代のカール12世の時代に本格的な軍事行動を起こせたという評価もある。実際にカール11世の軍事改革や諸改革によって帝国は持ち直したと言える。さらにドイツにおいて失われた影響力を、レーエン関係の修復やプファルツ継承戦争でアウクスブルク同盟を支援するなどして、フランスの拡大を抑止しプファルツ＝ツヴァイブリュッケンを獲得するなど、ある程度は持ち直したと言える。カール11世の晩年のスウェーデンは、なおヨーロッパの列強としての地位を保持していたし、バルト海の覇権も維持していた。しかしそれは周辺国の犠牲の下に成り立っていた。特にデンマークに対する内政干渉とも取れるシュレースヴィヒ＝ホルシュタイン公国問題への介入や、ヨーロッパへの海の出口を奪われたロシアにとってそれは深刻であった。カール11世は、ヨーロッパで起きる戦争には中立であろうとしたが、自身の死と周辺国の憤慨と野心のために果たせなかった。
カール11世の治世下において絶対君主制は確立された。幾らかはこれによって、スウェーデン支配地域における安定した国家体制が築かれた。特にバルト地方のスウェーデン支配地域では、バルト・ドイツ人の登用などにより、バルト海及びバルト地方の繁栄時代を築いた。農奴解放や教育の推進、商業圏の拡大などである。バルト地方においては「幸福なスウェーデン時代」と呼称された繁栄の時代であったが、一方でフィンランドではその様な恩恵は享受出来ず、飢饉や圧政などでフィン人の忿恚が高まり、その支配に軋みが生じて行く（当時のフィンランドは、スウェーデンと一体化したスウェーデン＝フィンランドを形成していた）。

## 瓦解
バルト帝国が膨張し過ぎたツケは、カール10世の孫に巡ってくることになった。近隣諸国を敵に回し、恨みを買ってしまった。ロシア、デンマーク、ポーランドの3国は、一致団結してスウェーデンの大国主義に対抗しだした（北方同盟）。それはやがて大北方戦争（1700年 - 1721年）として現実の脅威となる。スウェーデン・バルト帝国時代は終焉を告げ、ロシア帝国にその座を奪われることとなる。
北ヨーロッパ及びバルト海の覇者を巡る戦役で、スウェーデンはその戦争の初期に反スウェーデン勢力を圧倒したにもかかわらずその力を過信して、ただ1度の敗戦で全てを失う。特にバルト地方は全てロシアに帰した。しかもバルト海の制海権も失い、国力は衰微する。加えてハノーファーとプロイセンも北方同盟に加入し、神聖ローマ帝国からも勢力を完全に排除させられた。そして1718年のカール12世の死によりバルト帝国は完全に崩壊し、スウェーデンは大国の座からも退いた。
フィンランドだけが残されたが、失政の為にフィンランド人の反感を買い、この地すらロシアの脅威に曝される。そして、大北方戦争終結後に締結されたニスタット条約は、スウェーデンに対する「死亡診断書」となった。

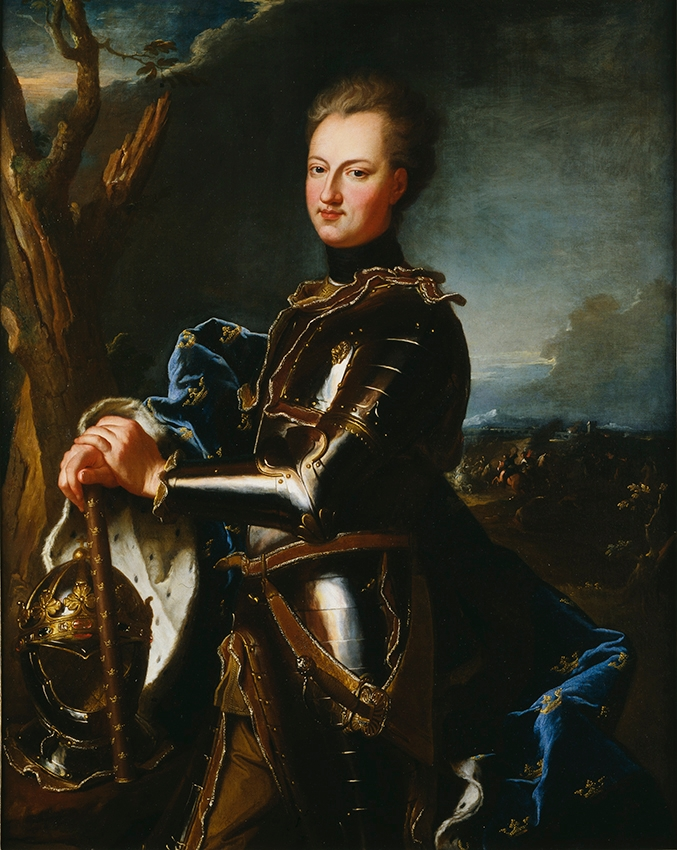
カール12世

※最近の評価では、カール12世の統治時代のスウェーデンは国力を維持し続け、その生存中はロシアとの長期に及ぶ戦争にも耐え切れたとも言われている。つまりカール12世の死こそがスウェーデンの衰退に繋がったとも言える
現実にカール12世の死には暗殺説が唱えられ、21世紀に入った現在においても、流れ弾による戦死か暗殺かの決着はついていない。実際にカール12世の統治時代は、スウェーデンの最後の強国時代であった。陸軍においても海軍においても周辺国を圧倒していた。一時的とは言え、環バルト海諸国を圧倒することが出来たのは、カール12世の軍事的才能によるものであった。しかしこの様な軍事活動を行えたのはカール11世の軍事改革の賜物であったと言える。

## 帝国の残光

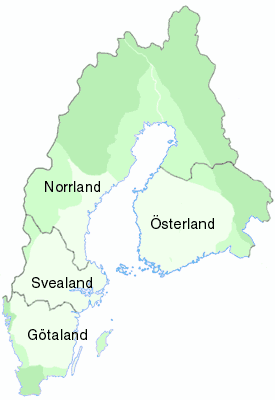
18世紀においてもフィンランドとの連合、「スウェーデン＝フィンランド」は生き続けた。ただしこの時代、すでに東部カレリア、南部カレリアは喪失していた。

その後のスウェーデンは国王ではなく、貴族、宰相によって国政を牛耳られ、ヨーロッパの中の小国へと転落した（自由の時代）。
しかし北方の強国はこのまま黙って没落を受け入れていた訳ではなかった。18世紀後半にホルシュタイン＝ゴットルプ王朝第2代のグスタフ3世はスウェーデンを復興させ、過去のバルト帝国の再興を目指した。
しかし既にロシア帝国がバルト海の覇者であり、この超大国と一戦を交えるのは国家の命運を賭す大博打であったため、スウェーデンの貴族は戦争に反対した。しかしいざ開戦してみると、スウェーデン軍は完全な勝利こそ得られなかったが、スヴェンスクスンドの海戦においてロシア海軍に完勝するなど、超大国ロシアの鼻を明かすことに成功した（第一次ロシア・スウェーデン戦争）。その後のスウェーデンはフランス革命に関与し、反革命十字軍を提唱するなど、再び北ヨーロッパの大国としての地位を取り戻したかに見えた。
だが突然のグスタフ3世の暗殺（1792年）により、大国再興への道は頓挫する。さらに1805年には第四次対仏大同盟が崩壊し、また1808年第二次ロシア・スウェーデン戦争が勃発。そして1809年には、最後に残ったフィンランドもロシアに奪われ、バルト帝国再興の夢は完全に潰え去った。その後ナポレオン戦争末期において、ベルナドッテ家のカール・ヨハンがスウェーデン王位継承者に迎え入れられ、その上でフィンランド奪回を目指す動きもあったものの、ロシアとの再同盟の結果、その目的がノルウェー獲得に取って代わられることとなった（1814年のキール条約及びウィーン会議でノルウェーを取得したものの、ほぼ対等の人的同君連合であり、1905年まで続くスウェーデン＝ノルウェー連合王国を形成した）。
その後スウェーデンは保守化し、スカンディナヴィアの一体化を目指す様になる（汎スカンディナヴィア主義）。しかしこの汎スカンディナヴィア主義は、スウェーデン王オスカル1世によって大国主義の残滓として引き継がれた。19世紀半ばのクリミア戦争におけるフィンランド奪回の試みや、その後のデンマークを加えたカルマル同盟再興の目論見は、スウェーデンの汎スカンディナヴィア主義の昇華によるものであり、バルト海のみならず北ヨーロッパの覇権奪回を目指す最後の試みであった。最終的にこの主義と野心がスウェーデンの民主主義化とヨーロッパ列強の圧力の前に破綻したことによって、完全に終止符を打つこととなった。
なお、東インド会社、スウェーデン西インド会社が存在し（共に19世紀初頭に閉鎖）、またグスタフ3世の時代に僅かながら植民地を獲得するなど、北方においてはスウェーデンの国力はある程度は維持し続けていた。そして「自由の時代」に続く「ロココの時代」（グスタフ朝時代）は、それと重なる啓蒙時代としてスウェーデン文化の興隆の時代でもあった。